# Alcea angulata
Alcea angulata är en malvaväxtart som först beskrevs av Josef Franz Freyn och Sint., och fick sitt nu gällande namn av Josef Franz Freyn, Amp; Sint. och Modest Mikhaĭlovich Iljin. Alcea angulata ingår i släktet stockrosor, och familjen malvaväxter. Inga underarter finns listade i Catalogue of Life.